# Raymond Leo Burke
Raymond Leo Burke (Sinh 1948) là một Hồng y người Hoa Kỳ của Giáo hội Công giáo Rôma. Ông hiện đảm nhận cương vị Thủ lãnh dòng Hiệp sĩ Malta. Ông từng giữ nhiều chức vụ quan trọng khác như: Tổng trưởng Tòa án Tối cao Pháp viện Tòa Thánh, Chủ tịch Uỷ ban Biện hộ, Chủ tịch Hội đồng Nhà nước về Tòa án, Tổng giám mục Tổng giáo phận Saint Louis.

## Tiểu sử
Hồng y Bruke sinh ngày 30 tháng 6 năm 1948 tại Richland Center, Hoa Kỳ. Sau quá trình tu học, ngày 29 tháng 6 năm 1975, ông được thụ phong linh mục, bởi Giáo hoàng Phaolô VI chủ sự. Ông trở thành linh mục của Giáo phận La Crosse, Hoa Kỳ. Từ năm 1989, ông kiêm nhiệm chức vị Người Bảo vệ sự Liên kết của Tòa án Tối cao Vatican.
Ngày 10 tháng 12 năm 1994, Giáo hoàng Gioan Phaolô II tuyên bố bổ nhiệm linh mục Raymond Leo Bruke làm Giám mục chính tòa Giáo phận La Crosse. Lễ tấn phong cho vị tân chức được cử hành sau đó vào ngày 6 tháng 1 năm 1995, bởi các vị chủ sự nghi thức gồm: Chủ phong Giáo hoàng Gioan Phaolô II và hai vị phụ phong gồm: Giovanni Battista Re, Tổng giám mục Trợ lí Phủ Quốc vụ khanh Tòa Thánh và Tổng giám mục Jorge María Mejía, Thư kí Thánh Bộ Giám mục và Thư kí Hồng y Đoàn. Tân giám mục chọn khẩu hiệu:Secundum cor tuum. Tân giám mục chính thức nhận ngai tòa Giám mục của mình ngày 22 tháng 2 sau đó.
Ngày 2 tháng 12 năm 2003, Tòa Thánh thăng giám mục Bruke chức Tổng giám mục chính tòa Tổng giáo phận Saint Louis. Ông chính thức nhậm chức ngày 26 tháng 1 năm 2004. Ngày 27 tháng 6 năm 2008, ông được chọn làm Tổng trưởng Tòa án Tối cao Pháp viện Vatican. Trong cùng ngày này, ông còn đảm nhận thêm chức vụ kèm theo là Chủ tịch Hội đồng Tòa án Nhà nước Vatican. Từ ngày 7 tháng 10 cùng năm, ông còn kiêm nhiệm thêm chức vị Chủ tịch Uỷ ban Tòa Thánh về Biện hộ.
Trong Công nghị Hồng y năm 2010 được cử hành ngày 20 tháng 11, Giáo hoàng Biển Đức XVI vinh thăng Tổng giám mục Bruke tước vị Hồng y Nhà thờ Sant’Agata de’ Goti. Ngày 5 tháng 2 năm 2011, Hồng y Bruke đã đến nhận ngai tòa của mình tại nhà thờ này. Trong triều đại Giáo hoàng Phanxicô, tân giáo hoàng xác nhận tái bổ nhiệm ông vào các chức vị từ năm 2008. Tuy nhiên, sau đó, ngày 8 tháng 11 năm 2014, ông từ nhiệm chức vị này. Ông từ nhiệm nhằm mục đích chu toàn sứ vụ cho chức vị mới của mình là Thủ lĩnh Dòng Hiệp sĩ Malta.